# Missa núm. 3 (Bruckner)
La Missa núm. 3 en fa menor, WAB 28, d'Anton Bruckner és una missa per a solistes vocals, cor, orquestra i orgue.

## Origen i context
Després de l'èxit de la seva primera missa de l'any 1867, Bruckner va ser comissionat per escriure una nova missa per la Burgkapelle de Viena. Bruckner va escriure la primera versió entre els setembres de 1867 i 1868, a Linz (just abans del seu trasllat a Viena) i realitzà lleugeres revisions entre 1877 i 1881, en preparació per a l'estrena al Hofkapelle, principalment per fer front a "dificultats d'execució", però també per tenir en compte el que havia après de l'estudi del Rèquiem de Mozart, amb la correcció d'alguns casos d'octaves paral·leles, si no era justificat. A la dècada de 1890, Bruckner va seguir revisant l'obra, però només hi va haver canvis molt poc significatius per a les parts vocals a partir de 1868.
El compositor va dedicar la peça a Hofrat Imhof a "l'últim minut." Leopold Nowak, però, creu que la peça va ser en realitat dedicada al director d'orquestra Johann von Herbeck.
Bruckner va fer servir el Benedictus a la simfonia núm. 2, composta poc després de la missa.

## Orquestra
El quartet de solistes vocals consisteix en una soprano, un contralt, un tenor i un baix. L'orquestra es compon de 2 flautes, 2 oboès, 2 clarinets (en si bemoll), 2 fagots, 2 trompes en fa, 2 trompetes en do, trombons alt, tenor i baix, tuba, contrabaix, timbals i cordes.